# Chievo (Croazia)
Chievo (croato: Kijevo) è un comune della Croazia di 623 abitanti della Regione di Sebenico e Tenin tutti di etnia croata.

## Località
Il comune di Chievo non è suddiviso in frazioni.